# Дік Лоґґере
Дік Лоґґере (нід. Dick Loggere, 6 травня 1921 — 30 грудня 2014) — нідерландський хокеїст на траві.
Срібний призер Олімпійських Ігор 1952 року, бронзовий призер 1948 року.